# Buwchfawromyces
Buwchfawromyces — рід грибів родини Neocallimastigaceae. Назва вперше опублікована 2015 року.

## Класифікація
До роду Buwchfawromyces відносять 1 вид:
- Buwchfawromyces eastonii